# Lądowisko Sulęcin-Szpital
Lądowisko Sulęcin-Szpital – lądowisko sanitarne w Sulęcinie, w województwie lubuskim, położone przy ul. Witosa 4. Przeznaczone jest do wykonywania startów i lądowań śmigłowców sanitarnych i ratowniczych w dzień i w nocy o dopuszczalnej masie startowej do 5700 kg.
Zarządzającym lądowiskiem jest Samodzielny Publiczny Zakład Opieki Zdrowotnej Szpital Powiatowy im. dr Henryka Jordana w Sulęcinie. W roku 2013 zostało wpisane do ewidencji lądowisk Urzędu Lotnictwa Cywilnego pod numerem 203